# Ruta Provincial 86 (Buenos Aires)
La Ruta Provincial 86 es una carretera pavimentada de 455 km de extensión ubicada en la provincia de Buenos Aires, Argentina que une las ciudades de Pehuajó y Necochea.

## Localidades
- Partido de Necochea: Necochea, acceso a La Dulce, acceso a Claraz  y acceso a Juan N. Fernández.
- Partido de Benito Juárez: Benito Juárez,
- Partido de Laprida: Laprida,
- Partido de General La Madrid: General La Madrid,
- Partido de Daireaux: Acceso a Arboledas, Daireaux,
- Partido de Hipólito Yrigoyen: Henderson y Coraceros.
- Partido de Pehuajó: Acceso a Mones Cazón, Magdala y Nueva Plata.